# Épuration antisémite dans l'Armée polonaise
L'épuration antisémite dans l’Armée polonaise est l'élimination des soldats d’origine juive des structures de l’Armée populaire polonaise (pol. Ludowe Wojsko Polskie) sous le régime de la République populaire de Pologne. Elle a été faite dans le cadre des actions antisémites des autorités nationales des années 1967-1968, appelées les épurations sionistes qui ont atteint leur sommet avec  la crise de mars 1968.
Les personnes co-responsables de l’épuration sont le général Wojciech Jaruzelski, membre des cadres supérieurs du ministère de la Défense, et après le 11 août 1968, Ministre de la Défense, qui est devenu chef de la commission spéciale, et le général Teodor Kufel, chef du service de renseignement de l'armée (Wojskowa Służba Wewnętrzna).
Il n’y a pas d’accord entre les experts quant au nombre des fonctionnaires démis pendant l’épuration dans l’armée. Peter Raina a indiqué qu'il s'agissait de plusieurs dizaines, Anka Grupińska - 150. Lech Kowalski a déclaré que six commandements avec 1348 noms (d'officiers et de sous-officiers) sont conservés. Il a ajouté que les soldats d’origine juive seront encore éliminés de l’armée par le général Jaruzelski en 1980.
Les personnes touchées par l’épuration sont privées du grade d’officier « faute des valeurs morales » et rétrogradées (p.ex. Mieczysław Krzemiński).